# Тихоненко, Дмитрий Максимович
Дмитрий Максимович Тихоненко (укр. Дмитро Максимович Тихоненко; 7 марта 1923 год, село Красная Поповка, Харьковская губерния — 25 июня 1986 год, город Комсомольск, Полтавская область, Украинская ССР) — передовик производства, забойщик комбината «Печенганикель» Мурманского совнархоза. Герой Социалистического Труда (1961).

## Биография
Родился 7 марта 1923 года в селе Красная Поповка Харьковской губернии в крестьянской семье. Получил начальное образование. Свою трудовую деятельность начал в 11-летнем возрасте. До 1940 года работал в колхозе «Широкий Лан» в селе Красная Поповка. После окончания курсов механизации работал трактористом в этом же колхозе. В 1942 году был призван на фронт. Участвовал в сражениях Великой Отечественной войны. После демобилизации в 1948 году устроился на работу на шахту Кременная-Восточная в городе Кременная Ворошиловградской области.
С 1951 года трудился забойщиком на руднике Каула-Котсельваара комбината «Печенганикель» в посёлке Никель Мурманской области. Был назначен бригадиром забойщиков. На протяжении нескольких лет бригада Дмитрия Тихоненко занимала первые места в социалистическом соревновании на комбинате. В 1961 году удостоен звания Героя Социалистического Труда «за выдающиеся успехи, достигнутые в деле развития цветной металлургии».
С 1968 по 1971 года — водитель «БелАЗа» на комбинате «Печенганикель». В 1971 году возвратился на Украину, где до 1973 года работал водителем «БелАЗа» на Днепровском горно-обогатительном комбинате в городе Комсомольск Полтавской области.
В 1961 году избирался делегатом XXII съезда КПСС.
В 1973 году вышел на пенсию. Проживал в городе Комсомольск, где скончался в 1986 году.

## Награды
- Герой Социалистического Труда — указом Президиума Верховного Совета СССР от 9 июня 1961 года
- Орден Ленина
- Орден Отечественной войны 2 степени